# Marc Schneider
Pour les articles homonymes, voir Schneider.
Marc Schneider, né le 23 juillet 1980 à Thoune, est un ancien footballeur suisse, désormais reconverti en entraineur. Il évoluait au poste d'arrière gauche.

## Biographie

### Carrière d'entraîneur

#### Waasland-Beveren
Le 21 mai 2021, Marc Schneider devient le nouvel entraîneur de Waasland-Beveren, club belge fraîchement relégué en D1B. Il est remercié fin février 2022.

#### FC Vaduz
Le 14 février 2024, il est nommé entraineur du FC Vaduz, club 
liechtensteinois évoluant en deuxième division suisse.

## Palmarès
FC Zurich
- Vainqueur de la Coupe de Suisse : 2005
- Champion de Super League : 2006, 2007